# Euan Stainbank
Euan Stainbank (né le 27 janvier 2000 à Falkirk en Écosse) est un homme politique du Parti travailliste britannique. Il est le député pour Falkirk depuis les élections générales de 2024.

## Biographie
Stainbank étudie le droit à l'université de Stirling. Président du club de débat et de droit, il est diplômé en 2021.
Stainbank entre en politique en 2022 alors qu'il est candidat pour Falkirk-Sud durant les élections municipales, où il est élu. Deux ans plus tard, il est le candidat travailliste lors des élections générales de 2024 dans la circonscription de Falkirk. La circonscription est alors une place forte du parti national écossais qui a remporté l'élection précédente par plus de 15 000 voix. Face à Toni Giugliano, il remporte l'élection par près de 5 000 votes. Alors âgé de 24 ans, il est lors le plus jeune député écossais travailliste au parlement.